# Splendeuptychia furina
Espèce
Splendeuptychia furina est une espèce de papillons de la famille des Nymphalidae et de la sous-famille des Satyrinae et du genre Splendeuptychia.

## Dénomination
Splendeuptychia  furina a été décrit par William Chapman Hewitson en 1862 sous le nom initial d' Euptychia furina.

## Description
Splendeuptychia furina est un papillon au dessus marron clair grisé avec aux ailes postérieures une plage centrale claire et une ligne submarginale de grosses taches foncées.
Le revers est beige grisé clair avec aux ailes postérieures une ligne submarginale de gros ocelles ovales gris métallisé cerclés de jaune doré.

## Biologie
En Guyane il a été observé en août septembre et en février.

## Écologie et distribution
Splendeuptychia furina est présent en Amérique du sud dans l'Amazonie dans le sud du Pérou, au Brésil  et dans l'ouest de la Guyane,.

### Biotope
En Guyane il a été observé en forêt.

### Protection
Pas de statut de protection particulier